# Jardim São Bento
Jardim São Bento é um bairro nobre localizado na Zona Norte da cidade de São Paulo, capital do estado brasileiro homônimo. Pertence ao distrito da Casa Verde e é administrado pela Prefeitura Regional da Casa Verde.
Trata-se de um bairro-jardim predominantemente residencial, com grande concentração de casas de classe alta e média-alta. Dentre as principais vias que passam pelo bairro está a Rua Leão XIII, a Rua Monte Cassino, a Avenida Casa Verde e a Avenida Brás Leme. Limita-se com o bairro de Santana, Vila Baruel, Casa Verde Baixa e Média, Vila Bianca, Vila Ester e o Aeroporto Campo de Marte.

## História
Ao passar pela Avenida Brás Leme, sentido Santana, é possível observar o bairro e um sítio situados no alto da serra. O Sítio Morrinhos resgata a história do bairro, nele havia produção de verduras e legumes para suprir o Mosteiro de São Bento ou Abadia de Nossa Senhora de Assumpção pertencia a ordem dos Beneditinos. No final dos anos 40, passou por um processo de transição de propriedade para a empresa Camargo Correa S/A. Este evento marcou o início de uma série de mudanças na utilização do espaço na região.
Dom Miguel Kruse idealizava a construção de uma universidade na cidade de São Paulo, para tal fim comprou um grande terreno próximo ao Sítio Morrinhos onde construiu o Observatório Oficial de São Bento. Além de centro de pesquisas científicas o local era um espaço de lazer para os alunos do Colégio e Faculdade de São Bento. Por diversos motivos o observatório cessou suas atividades na década de 1940.
Em 1948, com a nova propriedade estabelecida, a Camargo Correa S/A iniciou o loteamento da área circundante da chácara, que posteriormente foi denominada Jardim São Bento, como uma homenagem ao mosteiro, seus antigos proprietários. Este gesto serviu para preservar a memória do local, ao mesmo tempo em que se adaptava ao crescimento e às necessidades urbanas de São Paulo.
A área do sítio propriamente dita, diferentemente das áreas loteadas para desenvolvimento residencial, foi doada à Prefeitura de São Paulo por Sebastião Ferraz de Camargo, um dos sócios da Camargo Correa. Esta doação ocorreu em 1952, e o local passou a ser utilizado como uma chácara de descanso para os membros da empresa nos finais de semana, até que um acordo foi alcançado entre o Mosteiro de São Bento e a Camargo Correa S.A. para o loteamento da região. Esse acordo resultou na criação do bairro Jardim São Bento como conhecemos hoje.
Durante o loteamento algumas restrições sobre a construção de residências foram tomadas, dentre elas são os recuos laterais mínimos de 2 metros (garantindo privacidade) e cada terreno deveria acolher uma casa de no máximo três pavimentos.
Sebastião Ferraz de Camargo, após o acordo, tornou-se o proprietário do lote onde se encontrava o conjunto arquitetônico em questão. Em uma ação subsequente, em 1952, ele doou o Sítio Morrinhos, localizado na rua Santo Anselmo, um conjunto arquitetônico composto pela casa sede, construída no início do século XVIII, por diversas construções anexas datadas da segunda metade do século XIX e outras do início do século XX. Apesar de ter passado por grandes alterações, o edifício ainda mantém a planta das casas bandeiristas. O sítio pertence ao Departamento  Histórico da Prefeitura de São Paulo, tombada pelo Instituto do Patrimônio Histórico e Artístico Nacional (IPHAN).

## Atualidade
O bairro é majoritariamente residencial, onde predominam condomínios horizontais e mansões, terrenos espaçosos, ruas sinuosas frequentemente com jardins e áreas verdes (praças). Possui uma população bairrista, representada pela Sociedade Amigos do Jardim São Bento.
Pela proximidade da zona central paulistana, do bairro de Santana e da Marginal Tietê, o bairro oferece para seus moradores uma facilidade de acesso à essas áreas comerciais e, sendo ao mesmo tempo estritamente residencial, sendo uma zona ZER-1 (Zona Estritamente Residencial do tipo I), que são porções do território destinadas ao uso exclusivamente residencial de habitações unifamiliares, com densidade demográfica baixa. Esta zona se caracteriza pela ausência dos usos não residenciais e pela baixa densidade, sendo que alguns bairros contam com intensa arborização (bairro-jardim).
As ruas seguem uma temática específica em sua nomeação, que remete à Igreja Católica e à Ordem de São Bento, exemplos: Monte Cassino (Batalha de Monte Cassino/Abadia de Monte Cassino), Núrsia (Bento de Núrsia), São Mauro, Frei Machado, São Plácido, Santo Anselmo, São Bruno, São Plácido, Frei Machado, São Plácido, Santo Anselmo, São Bruno, São Plácido, Dom Miguel Cruze, Dom Domingo de Silos, Padre Angelo Siqueira, Tibães (Mosteiro de Tibães) dentre outros.
Situado entre os bairros de Santana e Casa Verde, o bairro está próximo à arborizada Avenida Brás Leme, uma das principais vias da região. Esta localização proporciona fácil acesso a outras partes da cidade, além de estar perto de importantes serviços e comércios.  Dispõe de uma boa infraestrutura, incluindo escolas de alto padrão, padarias, igrejas e delegacias nas proximidades. A presença de condomínios fechados é uma característica marcante, oferecendo segurança adicional aos moradores. A combinação de áreas verdes, ruas tranquilas e a proximidade com a Avenida Brás Leme contribui para uma alta qualidade de vida. O bairro oferece um ambiente residencial calmo, com fácil acesso às comodidades urbanas. É tido pelo CRECI como uma "Zona de Valor B". Mesma classificação do: Brooklin, Cerqueira César e Alto de Santana, outras áreas nobres da capital.
As construções do bairro exibem uma variedade de estilos arquitetônicos, refletindo a evolução do bairro ao longo do tempo. É comum encontrar edificações que combinam elementos de diferentes estilos, como o neoclássico, o moderno e o contemporâneo, resultando em uma paisagem arquitetônica diversificada.  A proximidade com o Aeroporto Campo de Marte influencia a arquitetura do bairro, especialmente em termos de regulamentações de construção e altura dos edifícios. Isso resulta em um perfil urbano mais baixo, com poucas edificações altas.
Situa-se no bairro a Casa-Mãe dos Arautos do Evangelho, a Sociedade Amigos do Jardim São Bento, a Paróquia Nossa Senhora Consolata e a ex-sede da Riachuelo, tranformada no SESC Casa Verde, o Parque Linear e a Ciclovia Braz Leme, além do futuro Parque Sítio Morrinhos, que ocupará uma área de aproximadamente 35 mil m². Localizado entre a Rua Santo Anselmo e Avenida Braz Leme, o ambiente possui uma casa construída no início do século XVIII e que abriga o Museu da Cidade e o Centro de Arqueologia de São Paulo. Não há ainda previsão exata de término do projeto.
Na ficção: a novela "Sangue Bom", produzida pela Rede Globo, com direção de núcleo de Dennis Carvalho e direção geral de Carlos Araújo destaca a Zona Norte de São Paulo como um dos principais cenários de sua narrativa. Bairros como Casa Verde e Vila Brasilândia são frequentemente mencionados e utilizados como ambientações. Adicionalmente, o bairro é apresentado como um local habitado por indivíduos de maior poder aquisitivo do núcleo rico da novela.

### Incidentes

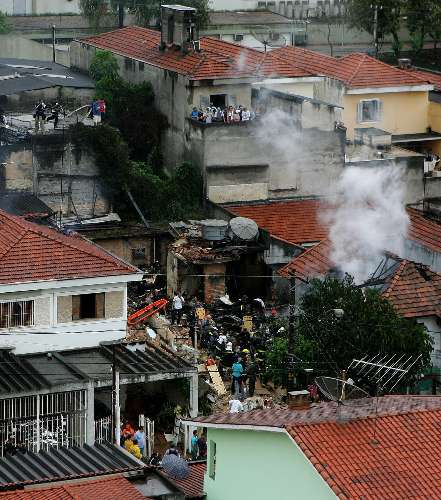
Incidente aéreo em 4 de novembro de 2007.

- No final da tarde de 18 de julho de 1982, duas aeronaves se chocaram, em voo, na Serra da Cantareira. O choque aconteceu entre um Embraer Corisco, de matrícula PT-NDX e um Piper PA-28-140 Cherokee, de matrícula PT-IZL, este pertencente ao Aeroclube de São Paulo. A hélice do Corisco atingiu a cauda do Cherokee, danificando o profundor. O Cherokee ainda conseguiu voar até próximo a antiga cabeceira 11 do aeroporto, mas caiu em um campo de futebol no bairro, ficando totalmente destruído. Os 2 ocupantes do Piper faleceram na queda, já o Embraer conseguiu pousar em segurança.[20]
- Em 4 de novembro de 2007, um jato Learjet 35, de matrícula PT-OVC, caiu sobre imóveis residenciais do bairro da Casa Verde minutos após decolar do Campo de Marte. O acidente deixou oito pessoas mortas, dentre elas os dois pilotos e uma família moradora de um dos imóveis atingidos.[21]

- No dia 19 de março de 2016 uma aeronave de pequeno porte caiu sobre uma residência no Jardim São Bento. O acidente ocorreu logo após a decolagem, ainda nas proximidades do Aeroporto do Campo de Marte - antes, o monomotor estava estacionado no hangar da Infraero. O voo tinha como destino o Aeroporto Santos Dumont, no Rio. A aeronave caiu na Rua Frei Machado, 110, perto da Avenida Brás Leme, ao lado do Campo de Marte.[22]

- Outros Incidentes nas Proximidades: Embora o incidente de 2016 seja o mais notório especificamente no Jardim São Bento, outros acidentes ocorreram nas proximidades devido à proximidade com o Aeroporto Campo de Marte. O Campo de Marte tem um histórico de acidentes, incluindo quedas de aviões de pequeno porte e helicópteros, mas muitos desses incidentes não ocorreram diretamente no Jardim São Bento.[23][21][24][25][26][27][28][29][30]